# Komeet Borrelly

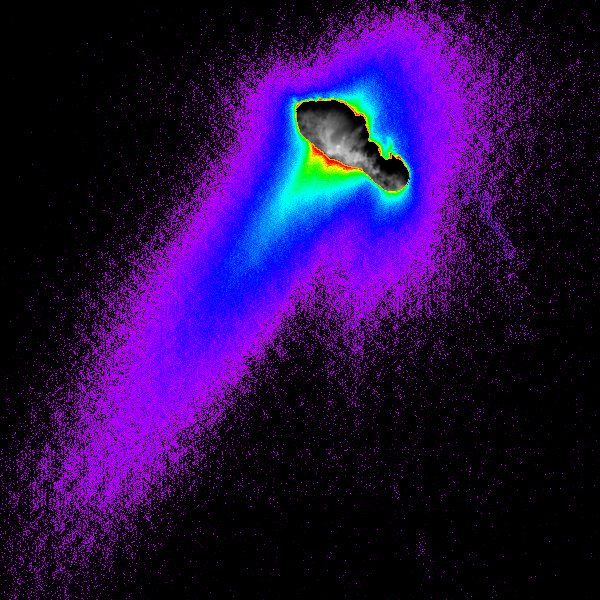
Komeet 19/P Borrelly in infrarood

De komeet 19P/Borrelly, ook bekend als de komeet Borrelly, is een periodieke komeet die is bezocht door het ruimtevaartuig Deep Space 1.

## Ontdekking
De komeet is ontdekt door Alphonse Louis Nicolas Borrelly bij een routinezoektocht naar kometen te Marseille, Frankrijk op 28 december 1904.

## Deep Space 1
Op 21 september 2001 heeft het ruimtevaartuig Deep Space 1 langs de komeet gevlogen. Het is erheen gestuurd bij de verlengde missie van het toestel en heeft een onverwacht surplus opgeleverd voor de wetenschappers van de missie. Ondanks een defect aan het systeem dat diende voor de oriëntatie van het ruimtevaartuig, heeft de Deep Space 1 de beste foto’s en wetenschappelijke gegevens van een komeet van die tijd naar de Aarde weten te sturen.